# 結城駿
結城 駿（ゆうき しゅん、1990年4月11日 - ）は、日本の俳優、歌手、タレント。東京都出身。MILLENNIUM PRO、および自らが代表取締役を務めるBSB Worksに所属する。かつてはEnthenaにも所属していた。旧芸名は浅田 駿（あさだ しゅん）。

## 人物
- 身長175cm。体重60kg。血液型A型。
- 台湾人と日本人のハーフ。
- 俳優として様々な舞台、映画、ドラマ等に出演。トークスキルを使い、ラジオパーソナリティなども務めている。
- 2015年6月6日からダンス・ボーカルユニットREBELLION（リベリオン）のメンバーとして活動。渋谷と新宿を活動拠点とし、約半年で東京・Zepp DiverCity と大阪・Zepp Namba に立つ。現在は[いつ?]活動休止中。
- 2015年10月からはエンターテイメントユニットTRIBEのメンバーとしても活動。
- 2016年からダンス・ボーカルユニットAiRootのメンバーとして活動。2018年、ユニットをAi-Routeとして再出発させる。
- 趣味は映画鑑賞、コミュニケーション。
- 特技は中国語、英語、ダンス、BeatBox。

## 出演

### 舞台
- しあわせになろうね（2009年6月、俳優座劇場） - チンピラ 役
- ZIPANGパイレーツ（2010年4月、笹塚ファクトリー） - 舜 役
- 刻め、我ガ肌二君ノ息吹ヲ（2010年9月、池袋シアターグリーン BIG TREE THEATER） - ハジメ 役
- 東尋坊〜命の番人〜（2011年1月、テアトルBONBON） - 李冬冬 役
- ユメオイビトの航海日誌（2013年3月、中野 ザ・ポケット） - 準主役・シド 役
- ある苅屋くんの人生（2013年6月、中野 ザ・ポケット） - エージェントS 役
- のぶニャガの野望（2013年10月、六行会ホール） - 氏家ぼくニャン 役
- MOSH8〜悪い奴ほどよく眠る〜（2014年）
- 泣いてたまるか!いのちのしるし（2014年3月、中野ザ・ポケット） - 島本 役
- SING!!（2014年9月、池袋シアターグリーン BIG TREE THEATER、大阪 HEP HALL）
- ゲキイチ 熱いやつら！（2014年10月、テアトルBONBON） - 照井元 役
- MOSH8〜恋する惑星〜（2015年2月、築地本願寺ブディストホール）
- TRIBE1st公演 To狼〜二匹の狼〜（2015年11月、新宿村LIVE） - 中岡慎太郎 役
- 年の始のためしとて（2016年1月、大塚 萬劇場前）
- ダイヤのA The LIVE
  - ダイヤのA The LIVE II（2016年3月17日 - 21日、天王洲 銀河劇場 / 3月24日、名古屋文理大学文化フォーラム 大ホール / 4月1日 - 3日、森ノ宮ピロティホール）
  - ダイヤのA The LIVE III（2016年8月19日 - 9月4日、Zeppブルーシアター六本木）
  - ダイヤのA The LIVE IV（2017年4月6日 - 13日、シアター1010 / 4月20日 - 23日、梅田芸術劇場 シアター・ドラマシティ）
  - ダイヤのA The LIVE V（2017年9月7日 - 10日、新神戸オリエンタル劇場 / 9月12日 - 14日、JMSアステールプラザ 中ホール / 9月17日 - 18日、北九州芸術劇場 大ホール / 9月20日 - 24日、シアター1010）
- イリクラ〜Iridescent Clouds〜（2016年7月、シアターグリーン BOX in BOX THEATER） - 相田 役
- TRIBE2nd公演 prey on（2017年1月、八幡山ワーサルシアター）
- The Red Moon Night〜月が飛ぶ夜〜（2017年2月、新宿村LIVE） - ひろき 役
- TRIBE3rd 公演 good and evil（2017年6月、六行会ホール） - マックス 役
- ZEROBEAT夜劇女子会〜人はそれぞれ〜（2018年4月、5月、四谷フラワースタジオ） - 一人二役・純也、真治 役
- ZEROBEAT 夜劇男子会〜人はそれぞれ〜（2018年5月、6月、四谷フラワースタジオ） - 主役・真治 役
- ZEROBEAT ハンムラビの箱庭（2018年7月、下北沢Geki地下Liberty） - ヒデト 役
- ZEROBEAT 夜劇contuday（2018年10月、三栄町 LIVE STAGE） - 野田 役
- TRIBE4th公演 To狼〜二匹の狼〜 再演（2018年11月、コンカリーニョ札幌） - 中岡慎太郎 役
- ZEROBEAT スナップアウェイ（2018年12月、テアトルBONBON） - 河村卓郎 役
- 舞台×アプリ連動企画『SHINOBI NOW!!』（2020年1月、光が丘IMA　HALL）ｰ自来也役
- ZEROBEAT　Flip side（2020年3月、下北沢Geki地下Liberty）ｰ 一平 役
- Regulation's High-Second-（2023年10月、中目黒キンケロ・シアター） - 斎藤 役[1][2]
- おぶちゃJourney 1st LALL HOSTEL -TOKYO & FUKUOKA-（2024年5月15日 - 19日、MsmileBOX渋谷 / 5月25日・26日、甘棠館show劇場）[3]
- おぶちゃDance Stage ナナナナ-七夕の夜に-（2024年7月6日 - 7日、六行会ホール）[4]

### テレビドラマ
- 幸せになろうよ（2011年、フジテレビ） - カップル 役
- ラブ★コンスペシャル（2011年、TBS）[要検証 – ノート]
- 理想の息子（2012年、日本テレビ） - レギュラー・桜井駿 役
- 蜜の味〜A Taste Of Honey〜（2012年、フジテレビ） - 阿倍翔太 役
- GTO 完結編〜さらば鬼塚！卒業スペシャル〜（2013年、関西テレビ） - 生徒 役
- ラスト♡シンデレラ 第2話（2013年、フジテレビ） - スタッフ 役
- お天気お姉さん 第6話（2013年、テレビ朝日） - 青年 役
- 刑事のまなざし 第10話・最終話（2013年、TBS） - 今村裕哉 役
- 闇金ウシジマくん Season2 第3話（2014年、TBS） - 若者 役
- ペンディングトレイン-8時23分、明日 君と（2023年、TBS） - 宋浩然 役

### 映画
- スマグラー お前の未来を運べ（2011年） - 張福儀 部下・三人衆 役
- 華魂 HANA-DAMA 誕生（2014年） - 芝内 役
- 年上ノ彼女（2014年） - 不良 役
- 川のさきで（2015年） - 涼 役
- 一瞬と永遠（2015年） - 元彼 役
- 今週の木曜日に私は死んだ（2016年） - 丸崎譲乃助 役
- CAGE（2017年）
- 最短距離は回りくどくて、（2019年） - 若林 役
- 嬢王夜曲２ 美人キャバ嬢欲望満開ナイト（2019年）ｰ海斗役
- ヘヴンズ×キャンディ（2024年）[5]

### オリジナルビデオ
- いけない!ルナ先生（2014年） - 小島 役
- リベンジポルノ LOVE IS DEAD（2015年） - 元彼 役
- 嬢王夜曲2 美人キャバ嬢欲望満開ナイト（2019年） - カイト 役

### ネットシネマ
- 小倉由菜と栄川乃亜の絶頂SEXで男客を奪い合うキャバ嬢（2019年） - カイト 役

### ゲーム
- スマフォアプリSHINOBI NOW!!（2020年）ｰ自来也CV 担当

### モデル
- an・an（マガジンハウス） - 「先取りしたい注目男子」モデル
- 横浜・八景島シーパラダイス - スチールモデル
- ソフトバンク - カタログオデル
- イオン - プレス発表 ステージモデル
- セキュリティーショー - ステージモデル
- 楽天 - 「豊天商店」モデル

### CM
- タント「高級レストラン」編（2018年、ダイハツ工業）
- ワイドハイター EXパワー 粉末タイプ「だ〜いすき︎!!きよしおにいさん」編（2019年、花王） - ブタさん 役

### イベント
- SHINOBI NOW！〜忍通信〜（2019年）ｰMC & ゲスト出演

### ラジオ番組
- A/S know AS（2019年、レインボータウンFM） - メインパーソナリティ